# Broadstairs
Broadstairs és una població costanera del comtat de Kent, a l'est de l'Illa de Thanet, al sud-est d'Anglaterra. Administrativament adscrita al districte de Thanet, forma part de la parròquia civil de Broadstairs and St. Peter's.
Es troba a 20 milles (32 km) a l'est de Canterbury i a 80 milles (128 km) del centre de Londres. En el cens del 2011 Broadstairs and St.Peter's (que inclou també St.Peter’s) tenia 24.903 habitants.

## Història
Broadstairs era un llogaret de pescadors depenent del poble interior de St.Peter's, establert al voltant de l'església parroquial que es va construir cap el 1080. Antigament Broadstairs es deia Bradstown, però va derivar al nom actual per les escales amples (broad stairs) tallades al penya-segat que conduïen des de la sorra de la platja fins al santuari de Santa Maria del segle xii a dalt de tot. La ciutat s'estén des de Poorhole Lane a l'oest (anomenada així pels morts de la Pesta negra del segle xiv), Kingsgate al nord (on va desembarcar el rei Carles II el 1683) fins a Dumpton al sud.
Daniel Defoe, periodista i escriptor anglès, feia aquest comentari sobre la població el 1723: «Broadstairs té una població d'uns 300 habitants, 27 dels quals es dedicaven al comerç de la pesca i els altres sembla que no disposen de mitjans de suport. Em diuen que és un indret idoni pel contraban.»
A mitjan segle xviii, nobles i terratinents atrets per la ubicació relativament remota i tranquila van començar a arribar a la localitat i van construir residències a la vora del mar, Holland House (1760), Stone House (1764), Pierremont Hall (1785) i East Cliff Lodge (1794). Va ser cap a la dècada de 1850 que hi van arribar les classes professionals i es va produir una expansió constant de la ciutat, arribant a duplicar-se la població en 50 anys fins a 3.000 habitants. Artistes, escriptors, clergues, advocats i arquitectes començaven a visitar-la, fet que va propiciar que es convertís en un nucli de vacances i lloc de convalescència al costat del mar. El 1910 més de 10.000 persones vivien a Broadstairs i St Peter.

## Geografia
La ciutat es troba dalt d'un port amb penya-segats a banda i banda. Disposa de set platges de sorra, de nord a sud, Dumpton Gap, Louisa Bay, Viking Bay, Stone Bay, Joss Bay, Kingsgate Bay i Botany Bay. Broadstairs té un clima marítim molt suau.

## Arquitectura
Es conserva la porta de York a Harbour Street, construïda cap el 1540, donada per la família Culmer, consistent en un arc apuntat amb solcs per la reixa llevadisa que defensava contra l'entrada d'exèrcits o pirates invasors, de la qual només en queda la ranura.

## Persones il·lustres
- Sir Edwart Heath  (1916-2005), polític anglès del Partit Conservador que arribà a ser Primer Ministre del Regne Unit entre 1970 i 1974. Va néixer el 9 de juliol de 1916 a Broadstairs.
- Thomas Russell Crampton (1816-1888), enginyer que va projectar la locomotora Crampton, un tipus de locomotora de vapor amb unes rodes motrius molt grans i baix centre de gravetat que permetia una circulació segura a velocitat elevada.[6] Va néixer a Prospect Cottage (actualment Dickens Walk), Broadstairs, el 6 d'agost de 1816.
- Charles Dickens hi va escriure David Copperfield mentre s'allotjava a Bleak House, la mansió romàntica que domina l'orientació sobre Viking Bay.[7]

## Activitats
El mes de juny s'organitza el Broadstairs Dickens Festival, amb esdeveniments a tota la ciutat al voltant de les obres i personatges de Charles Dickens, qui va visitar regularment Broadstairs des de 1837 fins a 1859.
Durant el mes d'agost es programa la August’s Broadstairs Folk Week, amb concerts, tallers, fira artesania als Victoria Gardens, junt amb altres celebracions el mateix mes com la Water Gala.
A principis d'octubre se celebra el Broadstairs Food Festival, que inclou una mostra gastronòmica amb gran varietat de formatges, carns, pans i pastissos artesanals de la zona.
Quan a les seves platges, a Viking Bay s'hi poden fer activitats pels més petits i per tota la família, Botany Bay es caracteritza per les seves formacions de roca calcària i Joss Bay per la pràctica de surf.